# Andrew Mukuba
Andrew Mukuba Sr. (Harare, 7 dicembre 2002) è un giocatore di football americano zimbabwese che milita nel ruolo di safety per i Philadelphia Eagles della National Football League (NFL).

## Carriera universitaria
Mukuba iniziò la carriera nel college football a Clemson nel gennaio 2021. Divenne il primo defensive back al primo anno a partite come titolare per i Tigers nella prima partita della stagione da quando ai giocatori al primo anno fu concesso di scendere in campo, nel 1973. A fine stagione fu nominato rookie difensivo dell'anno della Atlantic Coast Conference (ACC) e inserito nella terza formazione ideale della ACC dopo avere fatto registrare 54 tackle, un sack, 9 passaggi deviati e un fumble recuperato.
Il 18 dicembre 2023 Mukuba annunciò che si sarebbe trasferito a Texas. Nell'unica stagione con i Longhorns fu inserito nella terza formazione ideale della Southeastern Conference.

## Carriera professionistica

### Philadelphia Eagles
Mukuba fu scelto nel corso del secondo giro (64º assoluto) del Draft NFL 2025 dai Philadelphia Eagles.